# Volli (przystanek kolejowy)
Volli – kolejowy przystanek osobowy w Volli, w regionie Hordaland w Norwegii, jest oddalona od Oslo Sentralstasjon o 359,80 km. Leży na wysokości 464,6 m n.p.m.

## Ruch pasażerski
Należy do linii Bergensbanen, Jest elementem kolei aglomeracyjnej w Bergen i obsługuje lokalny ruch do Bergen, Voss i Myrdal. W ciągu dnia odchodzi z niej ok. 8 pociągów (nie wszystkie pociągi SKM).

## Obsługa pasażerów
Wiata. Odprawa podróżnych odbywa się w pociągu.